# Carex frigida
Carex frigida je druh jednoděložné rostliny z čeledi šáchorovité (Cyperaceae), rodu ostřice (Carex).

## Popis
Jedná se o rostlinu dosahující výšky nejčastěji 20–40 cm. Je vytrvalá, řídce trsnatá s celkem dlouhými výběžky (až 10 cm). Listy jsou střídavé, přisedlé, s listovými pochvami. Lodyha je trojhranná, drsná, celkem chabá a později ohnutá, mnohem delší než listy. Bazální pochvy jsou bledě hnědé až bělavé. Čepele jsou do 4 mm široké, celkem krátké, pozvolna se ke špičce zužující, drsné. Carex frigida patří mezi různoklasé ostřice, nahoře je klásek samčí, dolní klásky jsou pak samičí. Dolní listen je zpravidla delší než příslušný klásek a má výraznou 1–4 cm dlouhou pochvu. Samčí klásek je většinou 1. Samičích klásků je nejčastěji 3–4, zvláště spodní je oddálený, jsou úzce elipsoidní až podlouhle válcovité, 1,5–2 cm dlouhé, dolní je dlouze stopkatý, horní až přisedlý. Okvětí chybí. V samčích květech jsou zpravidla 3 tyčinky. Blizny jsou většinou 3. Plodem je mošnička, která je nejčastěji 5–6 mm dlouhá, za zralosti černohnědá, úzce vejčitě kopinatá, na hranách brvitá, na vrcholu pozvolna zúžená v celkem dlouhý zobánek. Každá mošnička je podepřená plevou, která je tmavočerveno až černohnědá se zeleným až světle hnědým středním žebrem, bez blanitého lemu, kratší než močnička.

## Rozšíření ve světě
Carex frigida je druh středoevropských až jihoevropských hor. Roste v Pyrenejích, v Alpách, v pohoří Schwarzwald, v horách ostrova Korsika, v Apeninách na jihovýchod po hory severozápadu Balkánského poloostrova. V České republice ani na Slovensku neroste.